# Villa Arcadia
Pour les articles homonymes, voir Arcadia.
Villa Arcadia est une localité rurale argentine située dans le partido de Coronel Suárez, dans la province de Buenos Aires.

## Démographie
La localité compte 434 habitants (Indec, 2010), ce qui représente une augmentation de 42 % par rapport au recensement précédent de 2001 qui comptait 305 habitants.

## Transports
Depuis Buenos Aires, les touristes peuvent prendre en train depuis la gare de Constitución, en arrivant aux villes de Sierra de la Ventana ou de Tornquist, selon le jour. Ils peuvent également se rendre à Sierra de la Ventana en prenant un bus qui part de la gare de Retiro tous les jours sauf le samedi.